# 史蒂夫·布里马科姆
史蒂夫·布里马科姆（英語：Steve Brimacombe，1971年5月7日—），澳大利亚男子田径运动员。他曾代表澳大利亚参加1994年和1998年英联邦运动会田径比赛，其中1998年英联邦运动会获得一枚铜牌。